# Ý chiếm đóng Corse

Đảo Corse (màu đỏ) trên bản đồ nước Pháp hiện tại

Ý chiếm đóng Corse đề cập đến khoảng thời gian chiếm đóng quân sự (và hành chính) của Vương quốc Ý đối với hòn đảo Corse trong Thế chiến II. Sự kiện này diễn ra từ tháng 11 năm 1942 đến tháng 9 năm 1943.

## Lịch sử
Sau một khoảng thời gian đầu mở rộng vùng lãnh thổ kiểm soát hầu hết đảo Corse, các lực lượng Ý bắt đầu mất dần kiểm soát lãnh thổ cho lực lượng kháng chiến và dẫn đến kết quả cuối cùng là Ý đầu hàng Đồng Minh chuyển giao cho vài đơn vị khác nhau đang chiến đấu giữa một bên là lính Đức mới đổ bộ và bên kia là các chiến binh kháng chiến và lực lượng Pháp Tự do.

### Chiếm đóng
Ngày 8 tháng 11 năm 1942, Đồng Minh đổ bộ lên Bắc Phi. Đáp lại động thái này, Đức Quốc xã tiến hành Chiến dịch Anton, một phần trong kế hoạch này là Ý sẽ chiếm đóng đảo Corse vào ngày 11 tháng 11 (mật danh của Ý là: "Chiến dịch C2"), và chiếm một số khu vực của Pháp cho tới Rhone.
Sự chiếm đóng đảo Corse của Ý được sự ủng hộ mạnh mẽ từ phong trào phục hồi lãnh thổ Ý diễn ra trong thời gian Phát xít Ý cầm quyền. Lực lượng chiếm đóng ban đầu bao gồm 30,000 lính Ý và tăng dần đến đỉnh điểm là gần 85,000 lính. So với dân số đảo chỉ vào khoảng 220,000 thì đây là một lực lượng chiếm đóng khổng lồ.
Quân đoàn Lục quân VII của Regio Esercito đã nắm quyền kiểm soát đảo Corse, khi đó vẫn đang thuộc chủ quyền chính phủ Vichy Pháp mà không phải đổ máu. Vì lý do thiếu phong trào kháng chiến tại chỗ và tránh mọi đụng độ với Thống chế Philippe Pétain, nên ban đầu không có đơn vị Corse kháng chiến nào được lập dưới sự chiếm đóng của Ý (ngoại trừ một tiểu đoàn phục dịch vào tháng 3 năm 1943). Dân địa phương ban đầu cho thấy một vài sự ủng hộ đối với người Ý, một phần là do kết quả của tuyên truyền về chủ nghĩa phục hồi lãnh thổ.
Lực lượng lính Ý trên đảo bao gồm hai Sư đoàn Lục quân ("Friuli" và "Cremona"), hai Sư đoàn Duyên hải (Sư đoàn Duyên hải 225 Ý và Sư đoàn Duyên hải 226 Ý), tám tiểu tiểu đoàn Dân quân Phát xít và một vài đơn vị Quân cảnh Carabinieri.
Quân Ý được chỉ huy bởi Tướng Mondino cho đến cuối tháng 12 năm 1942, sau đó được thay bằng Tướng Carboni đến tháng 3 năm 1943 và cùng là Tướng Magli cho đến tháng 9 năm 1943.

### Cộng tác với lực lượng chiếm đóng
Ở Corse, những người địa phương hợp tác với quân chiếm đóng đều có liên hệ đến phong trào phục hưng lãnh thổ Ý, và thực hiện những biện pháp đề phòng cuộc đổ bộ của quân Đồng Minh. Một số sĩ quan quân đội người Corse cũng hợp tác với Ý, bao gồm Thiếu tá về hưu Pantalacci (và con trai ông Antonio), Đại tá Mondielli và Đại tá Simon Petru Cristofini (và vợ ông, nữ nhà báo Corse đầu tiên Marta Renucci). Cristofini thậm chí đã diện kiến Benito Mussolini ở Rome, ông này người ủng hộ mạnh mẽ liên minh giữa đảo Corse với Italy và luôn bảo vệ quan điểm này. Trên thực tế Cristofini hợp tác tích cực với lực lượng Ý ở Corse trong những tháng đầu năm 1943 và (với vai trò chỉ huy lính Ajaccio) giúp quân đội Ý dập tắt sự phản kháng ở Corse trước khi có Hiệp định Đình chiến với Ý vào tháng 9 năm 1943. Ông làm việc mật thiết với nhà văn Corse nổi tiếng Petru Giovacchini, người được cho là "Toàn quyền Corse" tiềm năng khi Vương quốc Ý sáp nhập đảo.
Vào những tháng đầu năm 1943, những người chủ nghĩa phục hưng lãnh thổ Ý nằm dưới sự lãnh đạo của Petru Giovacchini và Bertino Poli, đã thực hiện các nỗ lực tuyên truyền trên diện rộng trong dân số Corse nhằm thúc đẩy sự thống nhất giữa Corse và Italy, tương tự với những điều mà Ý đã thực hiện khi sáp nhập Dalmatia vào năm 1941 (Mussolini đã thành lập Tỉnh Dalmatia). Indeed, kết quả là đã có sư ủng hộ tương đối đối với sự chiếm đóng của Ý cho đến mùa hè năm 1943.
Việc Ý chiếm đóng đảo Corse có liên hệ với sự thống trị của Đức Quốc xã ở châu Âu, khi mà Adolf Hitler có được lãnh thổ mở rộng tuyệt đối: Benito Mussolini do đó phải trì hoãn việc sáp nhập đảo Corse cho đến khi một "Hiệp ước Hòa bình" được ký sau chiến thắng của phe Trục trên dự kiến trong Thế chiến II, chủ yếu bởi vì sự phản đối của người Đức với những vùng lãnh thổ mà Ý tuyên bố.

### Quản lý
Đời sống kinh tế và xã hội ở Corse ban đầu được quản lý bởi chính quyền dân sự Pháp, như préfet và bốn sous-préfets ở Ajaccio, Bastia, Sartene và Corte. Ngày 14 tháng 11 năm 1943, préfet thông báo lính Ý là những người chiếm đóng.

### Phong trào kháng chiến trỗi dậy
Phong trào Pháp kháng chiến ban đầu còn hạn chế, nhưng khi Ý xâm lược nó ngay lập tức hình thành. Phong trào phát triển theo hai xu hướng:
- Một mạng lưới hoạt động dưới mật danh phi vụ bí mật Trân châu Cảng, vốn xuất phát từ Algiers vào ngày 14 tháng 12 năm 1942 trên tàu ngầm của lực lượng Pháp Tự do Casabianca, với biệt danh "Tàu ngầm Bóng Ma". Mật danh nhiệm vụ chính là Roger de Saule, trong đó họ sẽ kết nối và hợp nhất nhiều nhóm khác nhau thành Mặt trận quốc gia. Cộng sản là nhóm ảnh hưởng nhất trong phong trào này.
- Mạng lưới R2 Corse ban đầu được thành lập nhằm kết nối với các lực lượng đóng ở London dưới quyền Tướng de Gaulle vào tháng 1 năm 1943. Lãnh đạo của nó là Fred Scamaroni thất bại trong việc thống nhất phong trào và cuối cùng bị bắt giữ và tra tấn, ông tự sát vào ngày 19 tháng 3 năm 1943.

Tháng 4 năm 1943 Paulin Colonna d'Istria được Charles de Gaulle cử đền từ Algeria để thống nhất 2 phong trào.
Vào đầu năm 1943, phong trào Kháng chiến đã đủ trưởng thành để yêu cầu được vũ trang. Sự lãnh đạo và tinh thần của phong trào kháng chiến được củng cố sau sáu chuyến thăm của tàu ngầm Casabianca mang theo nhân sự và vũ khí, và sau đó là tiếp vận vũ khí bằng đường không. Điều này cho phép phong trào Kháng chiến tăng cường hoạt động và tăng diện tích lãnh thổ kiểm soát, đặc biệt ở vùng nông thôn vào mùa hè năm 1943. Vào tháng 6 và 7 năm 1943 OVRA (cảnh sát phát xít Ý) và nhóm dân quân phát xít Black Shirts bắt đầu một chiến dịch đàn áp trên diện rộng. Theo Tướng Fernand Gambiez, 860 người Corse bị cầm tù và đày đến Ý. Ngày 30 tháng 4, Jean Nicoli và hai dân quân Kháng chiến Pháp của mặt trận quốc gia bị xử bắn tại Bastia theo lệnh của Tòa án Chiến tranh Phát xít Ý.

### Giải phóng Corse (Chiến dịchVesuvius)
Bản mẫu:Campaignbox Free French
Sau khi Benito Mussolini bị bắt bỏ tù tháng 7 năm 1943, 12,000 lính Đức đến Corse. Lực lượng này tiếp quản đảo vào ngày ngày 9 tháng 9 năm 1943, một ngày sau hiệp định đình chiến giữa Ý và Đồng Minh. Trong khi các lãnh đạo lực lượng Ý còn lưỡng lự, phần lớn lính Ý tỏ ra trung thành với Vu Ý Victor Emmanuel III và một số (chủ yếu tại Teghime, Bastia, và Casamozza) sát cánh với Pháp Kháng chiến chiến đấu chống lại lính Đức cho tới khi giải phóng Corse ngày 4 tháng 10 năm 1943. Lực lượng kháng chiến tập trung nắm quyền kiểm soát vùng núi trung tâm đảo nhằm ngăn chặn lực lượng chiếm đóng di chuyển giữa những khu vực bờ biển để đảm bảo cho việc đổ bộ của quân Đồng Minh.
Quá trình giải phóng Corse bắt đầu với một cuộc nổi dậy do lực lượng Kháng chiến địa phương tổ chức vào ngày 9 tháng 9 năm 1943. Ban đầu quân Đồng Minh không muốn sự kiện này xảy ra, do họ phải tập trung lực lượng trên mặt trận đổ bộ lên Ý. Tuy nhiên, khi hay tin cuộc nổi dậy diễn ra, Đồng Minh đã đồng ý cho lính của lực lượng Pháp Tự do tấn công Corse, mở màn bằng đơn vị tinh nhuệ của Quân đoàn I Lục quân Pháp đổ bộ (một lần nữa bằng tàu ngầm Casabianca) lên Arone gần làng Piana tây bắc đảo Corse. Sự kiện này dẫn đến việc lính Đức tấn công lính Ý ở Corse cũng như lực lượng Kháng chiến. Lực lượng kháng chiến và Sư đoàn 44 Bộ binh Cremona và Sư đoàn 20 Bộ binh Friuli của Ý chạm trán ác liệt với đơn vị Sturmbrigade Reichsführer SS của Đức. Sturmbrigade được tăng cường bởi các đơn vị Sư đoàn 90 Panzergrenadier và Tiểu đoàn 12 của Trung đoàn Dù 184 của Ý,, vốn đang rút lui khỏi Sardinia qua ngả Corse, từ Bonifacio một cảng phía bắc Bastia. Sau đó 30,000 linh Đức ở Corse cũng rút lui theo ngả Bastia. Ngày 13 tháng 9 một số đơn vị của Sư đoàn Sơn cước 4 Morocco đổ bộ lên Ajaccio nhằm chặn đường lui của Đức. Trong đêm ngày 3 và 4 tháng 10, những đơn vị cuối cùng của Đức đã sơ tán khỏi Bastia, với tổn thất 700 kính tử trận và 350 bị bắt làm tù binh.

### Trừng phạt những người hợp tác
Sau chiến tranh, gần một trăm người hợp tác với Ý hoặc theo chủ nghĩa tự trị (bao gồm cả tầng lớp tinh hoa) bị đưa ra xét xử bởi chính quyền Pháp vào năm 1946. Nhiều người trong số họ bị kết tội, tám người bị tuyên án tử hình. Tuy nhiên, đến phút chót chỉ có một người bị thi hành án tử là Petru Cristofini. Ông này bị xét xử vì tội phải bội và kết tội tử hình; nhân vật này cố tự tử và đã bị xử tử khi đang yếu dần vào tháng 11 năm 1943.
Petru Giovacchini buộc phải trốn tránh khi lực lượng Pháp Tự do và Đồng Minh đổ bộ chiếm lại hòn đảo. Bị kết án trong một phiên tòa Pháp ở Corse, ông nhận án tử vào năm 1945 và đi lưu đày ở Canterano, gầnr Rome. Ông mất tháng 9 năm 1955 do một vết thương từ thời chiến, và cái chết của ông được xem là sự chấm dứt của phong trào phục hưng lãnh thổ Ý tại Corse.